# Las Lomas (Nos. 1 & 2)
Las Lomas (Nos. 1 & 2) es una localidad de Trinidad y Tobago, que forma parte de la región de Couva-Tabaquite-Talparo.

## Geografía
La localidad abarca parte de la isla Trinidad y limita al norte con Nancoo Village, al sur con Todd's Station, al este con San Raphael-Brazil y Talparo y al oeste con Madras Settlement, Welcome y Todd's Station.

## Demografía
Datos demográficos de la localidad de Las Lomas (Nos. 1 & 2):
| Gráfica de evolución demográfica de Las Lomas (Nos. 1 & 2) entre 2000 y 2011 |
|                                                                              |